# Just B
Just B (кор. 저스트비, укр. Джаст Бі) — південнокорейський бой-бенд, створений Bluedot Entertainment у 2021 році. Гурт складається з шести учасників: Гону, Бейн, Лім Чімін, Джей М, Діуай і Сану. Дебют гурту відбувся 30 червня 2021 року з мініальбомом Just Burn.

## Кар'єра

### Предебют
Діуай і Бейн були колишніми учасниками шоу на виживання телеканалу MBC Under Nineteen. Діуай зайняв перше місце і дебютував як центровий 1the9, а Бейн вилетів у фінальному епізоді.
Лім Чімін був колишнім учасником шоу SBS The Fan, але вилетів. Він дебютував з сольним альбомом Mini 12 травня 2019 року.
Гону і Джей М були колишніми учасниками шоу на виживання телеканалу Mnet I-Land. Джей М покинув шоу у першій частині, а Гону — у другій частині 8 епізод.

### 2021: Дебют ізJust BurnіJust Beat
30 червня Just B офіційно дебютували, випустивши свій перший мініальбом Just Burn, а головний сингл «Damage» був спродюсований Бан Йонгуком, співаком, репером, автором пісень і продюсером, який був лідером чоловічого гурту B.A.P.
27 жовтня Just B повернулися зі своїм першим синглом Just Beat і головним синглом «Tick Tock».

### 2022:Just Begunта= (Neun)
12 квітня 2022 року Just B випустили свій другий мініальбом Just Begun і головний сингл «Re=load». Just B випустили свій третій мініальбом = (Neun) з головним синглом «Me=» 16 листопада 2022.

### 2023–донині:JUST Be with youтаCamellia
14 лютого 2023 Just B разом зі співачкою AleXa випустили спільний сингл «MBTI». Ця пісня вийшла на сингл-альбомі JUST Be with you Part.1.
У квітні 2025 учасник гурту Сон Бьонхі, на псевдо Бейн, публічно заявив про те, що він гей. Він зробив це під час фінального концерту гурту в Лос-Анджелесі у межах світового туру «Just Odd». Ця заява викликала шалені оплески глядачів концерту. Південнокорейські ЗМІ назвали цей камінг-аут історичним через те, що його вперше здійснив учасник корейського бой-бенду та третій айдол активного гурту. Такі камінг-аути прийнято вважати рідкісними через поширеність гомофобії у країні.

## Учасники
| Сценічний псевдонім | Сценічний псевдонім | Сценічний псевдонім | Справжнє ім'я | Справжнє ім'я  | Справжнє ім'я | Дата народження          | Позиція у гурті                                  |
| Українською         | Латиницею           | Хангилем            | Українською   | Латиницею      | Хангилем      | Дата народження          | Позиція у гурті                                  |
| ------------------- | ------------------- | ------------------- | ------------- | -------------- | ------------- | ------------------------ | ------------------------------------------------ |
| Лім Чімін           | Lim Jimin           | 임지민              | Лім Чімін     | Lim Jimin      | 임지민        | 22 травня 2001 (24 роки) | Лідер, головний танцюрист, провідний вокаліст    |
| Гону                | Geonu               | 건우                | Лі Гону       | Lee Geonwoo    | 이건우        | 2 лютого 2001 (24 роки)  | Провідний вокаліст                               |
| Бейн                | Bain                | 배인                | Сон Бьонхі    | Song Byeonghee | 송병희        | 4 травня 2001 (24 роки)  | Головний вокаліст, провідний танцюрист           |
| Джей М              | JM                  | 제이엠              | Чу Чімін      | Chu Jimin      | 추지민        | 11 жовтня 2001 (23 роки) | Саб-вокаліст, віжуал                             |
| Діуай               | DY                  | 디와이              | Чьон Дойом    | Jeon Doyum     | 전도염        | 21 лютого 2002 (23 роки) | Головний танцюрист, головний репер, саб-вокаліст |
| Сану                | Sangwoo             | 상우                | Кім Сану      | Kim Sangwoo    | 김상우        | 3 вересня 2002 (22 роки) | Провідний танцюрист, саб-вокаліст, макне         |

Адаптовано з їхнього профілю Naver та офіційного веб-сайту.

## Дискографія

### Мініальбоми
| Назва      | Деталі | Пікові позиції у чарті | Продажі                  |
| Назва      | Деталі | KOR                    | Продажі                  |
| ---------- | --- | ---------------------- | ------------------------ |
| Just Burn  | - Реліз: 30 червня 2021 - Лейбл: Bluedot Entertainment - Формат: CD, цифрове завантаження, стриминг Трек-лист 1. «Get Away» 2. «Damage» 3. «On My Way» 4. «Double Dare» 5. «Deja Vu»                     | 17                     | - Південна Корея: 21,605 |
| Just Begun | - Реліз: 14 квітня 2022 - Лейбл: Bluedot Entertainment - Формат: CD, цифрове завантаження, стриминг Трек-лист 1. «Dash!» 2. «Reload» 3. «Make It New» 4. «Don't Go Back» 5. «Lights On»                  | 11                     | - Південна Корея: 53,030 |
| = (Neun)   | - Реліз: 16 листопада 2022 - Лейбл: Bluedot Entertainment - Формат: CD, цифрове завантаження, стриминг Трек-лист 1. «Domino» 2. «Ready or Not» 3. «Me» (나는) 4. «Cherry on Top» 5. «Night Air» (밤공기) | 7                      | - Південна Корея: 53,767 |
| ÷ (Nanugi) | - Реліз: 9 жовтня 2023 - Лейбл: Bluedot Entertainment - Формат: CD, цифрове завантаження, стриминг | 21                     | - Південна Корея: 20,912 |

### Сингл-альбоми
| Назва                  | Деталі | Пікові позиції у чарті | Продажі                  |
| Назва                  | Деталі | KOR                    | Продажі                  |
| ---------------------- | --- | ---------------------- | ------------------------ |
| Just Beat              | - Реліз: 27 жовтня 2021 - Лейбл: Bluedot Entertainment - Формат: CD, цифрове завантаження, стриминг Трек-лист 1. «Tick Tock» 2. «Vindicated» 3. «Try» | 9                      | - Південна Корея: 28,221 |
| JUST Be with you Pt. 1 | - Реліз: 14 лютого 2023 - Лейбл: Bluedot Entertainment - Формат: цифрове завантаження, стриминг Трек-лист 1. «MBTI» 2. «MBTI — Instrumental»          | Н/Д                    | Н/Д                      |

### Сингли
| Назва                                             | Рік  | Альбом                |
| ------------------------------------------------- | ---- | --------------------- |
| «Damage»                                          | 2021 | Just Burn             |
| «Tick Tock»                                       | 2021 | Just Beat             |
| «Re=load»                                         | 2022 | Just Begun            |
| «Me=» (나는)                                      | 2022 | = (Neun)              |
| «MBTI»                                            | 2023 | Just B with You Pt. 1 |
| «얼어있는 길거리에 잠시라도 따듯한 햇빛이 내리길» | 2023 | Camellia              |
| «Medusa»                                          | 2023 | ÷ (Nanugi)            |

## Відеографія

### Музичні відео
| Назва       | Рік  | Режисер(и)  | Прим.  |
| ----------- | ---- | ----------- | ------ |
| «Damage»    | 2021 | JIMMY (VIA) | [ 23 ] |
| «Tick Tock» | 2021 | JIMMY (VIA) | [ 24 ] |
| «Try»       | 2021 | JIMMY (VIA) | [ 25 ] |
| «Re=load»   | 2022 | JIMMY (VIA) | [ 26 ] |

## Нагороди та номінації
| Нагорода            | Рік  | Категорія                        | Номінант / Робота | Результат | Прим.  |
| ------------------- | ---- | -------------------------------- | ----------------- | --------- | ------ |
| Asia Artist Awards  | 2021 | Male Idol Group Popularity Award | Just B            | Номінація | [ 27 ] |
| Hanteo Music Awards | 2021 | Rookie Award — Male Group        | Just B            | Номінація | [ 28 ] |
| Korea Model Awards  | 2022 | Rising Star Award                | Just B            | Перемога  | [ 29 ] |